# Muhlenbergia dumosa
Muhlenbergia dumosa là một loài thực vật có hoa trong họ Hòa thảo. Loài này được Scribn. ex Vasey mô tả khoa học đầu tiên năm 1892.